# هوي سميث
هوي سميث (بالإنجليزية: Howie Smith)‏ هو عازف جاز وملحن أمريكي، ولد في 25 فبراير 1943.